# Тарвизио
Тарвѝзио (на италиански: Tarvisio; на фриулски: Tarvis, Тарвиз, на словенски: Trbiž, Търбиж) е малко градче и община в Северна Италия, провинция Удине, автономен регион Фриули-Венеция Джулия. Разположено е на 732 m надморска височина. Населението на общината е 4502 души (към 2010 г.).